# Balto II: Wilcza wyprawa
Balto II: Wilcza wyprawa (ang. Balto II: Wolf Quest) – amerykański film animowany z 2002 roku, opowiadający o losach psa Balto. Powstał także film: Balto III: Wicher zmian (2004) i Balto (1995).

## Opis fabuły
Kontynuacja przygód dzielnego psa Balto. Teraz Balto jest dumnym i szczęśliwym ojcem kilku szczeniąt. Wszystkie psy rasy husky odnajdują nowe domy i nowych opiekunów. Jedynie Szarka nie wie na czym polega jej wyjątkowość i dlaczego wzbudza wśród ludzi strach. Kiedy ojciec zdradza Szarce tajemnicę jej pochodzenia, ta ucieka, by samodzielnie odpowiedzieć sobie na pytanie, kim tak naprawdę jest. W niebezpieczną podróż za córką rusza Balto. Balto w połowie drogi odnajduje Szarkę, ale nie wiedzą, że znajdują się na terytorium innych wilków.

## Obsada głosowa
- Maurice LaMarche – Balto
- Jodi Benson – Jenna
- Lacey Chabert – Aleu
- David Carradine – Nava
- Mark Hamill – Niju
- Charles Fleischer – Borys
- Peter MacNicol – Muru
- Rob Paulsen – Terrier, Sumac, rosomak #2
- Nicolette Little – Dingo
- Melanie Spore – Saba
- Kevin Schon – Muk, Luk, rosomak #1
- Joe Alaskey – myśliwy, Nuk
- Monnae Michaell – Aniu
- Mary Kay Bergman – lisica, rosomak #3
- Jeff Bennett – Yak

## Wersja polska
Opracowanie wersji polskiej: TVP

Reżyseria: Andrzej Bogusz

Dialogi i tłumaczenie: Katarzyna Dziedziczak

Teksty piosenek: Krzysztof Rześniowiecki

Dźwięk i montaż: Urszula Bylica

Kierownictwo produkcji: Anna Jaroch

Udział wzięli:
- Jakub Szydłowski – Balto
- Monika Węgiel – Szarka
- Grzegorz Wons – Borys
- Włodzimierz Bednarski – Nava
- Janusz Zadura – Nisza
- Brygida Turowska –
  - Jenna,
  - Młoda Szarka
- Mikołaj Klimek –
  - Muc,
  - Rosomak #1
- Waldemar Barwiński –
  - Terrier,
  - Rosomak #2,
  - Sumac
- Michał Sitarski – Yak
- Wojciech Brzeziński – Murek
- Joanna Orzeszkowska – Aniu
- Joanna Pach – Saba
- Iwona Rulewicz – Dingo
- Andrzej Bogusz –
  - Myśliwy,
  - Nuk
- Krystyna Kozanecka – Lisica
- Krzysztof Szczerbiński – Rosomak #3

i inni